# Gideon Toury
Gideon Toury (en Hebreo: גדעון טורי) (Haifa, 6 de junio de 1942 – 4 de octubre de 2016) fue un investigador de los estudios de traducción y profesor israelí. Impartió clases de poética, literatura comparativa y estudios de Traducción en la Universidad de Tel Aviv donde ocupó la cátedra M. Bernstein of Translation Theory. Fue pionero de los estudios de traducción descriptivos.

## Biografía
Gideon Toury nació en Haifa, Israel, y fue el primer hijo del historiador Jacob Toury (1915-2004) y su esposa, Eva Marianne Aron. Terminó el bachillerato en la Escuela Reali de Haifa en 1960. Después del instituto, hizo el servicio militar en la Brigada Nahal, en los paracaidistas y, como parte de su formación, fue enviado a un kibutz para ayudar en las tareas agrícolas. Vivió allí seis años, y acabó editando la revista del kibutz y organizando actos culturales. Esta experiencia le ayudó a obtener un puesto en una revista infantil, donde hizo sus primeras traducciones, y más tarde como editor de la versión hebrea de Popular Photography.
Se graduó con honores en Lengua y Literatura Hebreas en la Universidad de Tel Aviv en 1970, y completó un doctorado en Teoría Literaria en la misma universidad en 1977 con la tesis Normas de traducción y traducción literaria al hebreo, 1930-1945. En 1980 ganó el Premio Hans Christian Andersen por su traducción al hebreo de “La travesía del viajero del alba", de C.S. Lewis. Fue el primer profesor titular de CETRA, el programa de investigación en estudios de traducción creado por José Lambert en 1989. En 1999 fue nombrado miembro honorario de la Cátedra UNESCO de estudios de traducción de la Universidad Comenius de Bratislava (Eslovaquia) y, en el año 2000, fue nombrado doctor honoris causa por la Universidad Middlesex de Londres.
De 1970 a 1983, trabajó con Benjamin Harshav(teórico literario, traductor y poeta israelí); Itamar Even-Zohar y Menachem Perry (investigador literario y profesor emérito en la Universidad de Tel Aviv), en la revista Literature y en 1989 fundó Target, International Journal of Translation Studies, de la que fue editor general desde entonces. También fue editor general de la Benjamins Translation Library. Asimismo, fue miembro de los consejos de The Translator y Translation Studies Abstracts hasta que fue destituido tras la decisión de Mona Baker de boicotear el mundo académico israelí.

## Investigación en Estudios de Traducción
Las investigaciones principales de Gideon Toury se centraron en la teoría de la traducción y los estudios descriptivos de la traducción la cual se basa en el análisis de textos existentes y la descripción de las reglas que parecen seguirse. Las traducciones para Toury ocupan una posición en los sistemas literarios y sociales de la cultura meta (cultura en la que se hará la traducción). Sus posiciones determinan las estrategias de traducción a utilizar.

### Metodología de los estudios de traducción
Toury desarrolló una teoría de traducción general dentro de su libro Descriptive Translation Studies – And Beyond. Toury abogaba por el desarrollo de una rama descriptiva propiamente sistemática de la disciplina para remplazar los estudios aislados que son comunes. Para los estudios descriptivos de traducción propuso una metodología que consiste en tres fases para los estudios de traducción descriptiva:
1. Situar el texto dentro del sistema de la cultura meta para así poder analizar su importancia o aceptabilidad.
2. Realizar análisis textual del texto fuente (el texto a traducir) y del texto meta (traducción esperada) para poder identificar las relaciones entre ciertos segmentos de ambos textos a los cuales Toury se refirió como coupled pairs (pares acoplados). A este paso se le considera controversial debido a que la decisión sobre qué segmentos comparar no está fundamentada dentro de la teoría de traducción.
3. Intentar hacer generalizaciones acerca de los patrones identificados en el texto fuente como en el texto meta, lo que puede ayudar a reconstruir el proceso de traducción de ese caso en particular.[12]

### Normas de traducción
A finales de los años 70 y gracias a la labor de Gideon Toury, se introdujo al área de los estudios de traducción el concepto de norma. La definición de norma utilizada por Toury es la traducción de valores o ideas generales compartidos por una comunidad, en cuanto a lo que está bien o mal, lo que es adecuado o inadecuado, en instrucciones de actuación apropiadas y aplicables a situaciones concretas.
Los traductores pueden someterse a las normas realizadas en el texto fuente o a las normas del texto meta. Si se inclinan más hacia las normas de la cultura fuente y hacia el texto fuente, entonces el texto meta será considerado como “adecuado” (parecido al texto fuente), por otro lado, si se inclinan por las normas que prevalecen en la cultura meta, entonces el texto meta será considerado como “aceptable”(idóneo para la cultura meta).
Toury identificó tres tipos de normas: iniciales, preliminares y operacionales. Se entiende como norma inicial a la decisión previa del traductor sobre si priorizar las normas de la cultura fuente (adecuación) o la adaptación a las normas y expectativas de la cultura de destino (aceptabilidad), por lo que esta norma determina también la adecuación o aceptabilidad de una traducción. 
Por otra parte, las normas preliminares son aquellas que regulan la política del proyecto de traducción y se ocupan de los aspectos previos al proceso en sí, considerando que la política de traducción se refiere a los factores que determinan qué tipos de texto o textos individuales se traducen y se introducen en una cultura o idioma particular. 
Por último, las normas operacionales son las que dirigen las decisiones durante la traducción, afectando la estructura y la formulación del texto y determinando qué aspectos del texto original se mantienen y cuáles cambian en la traducción, y a su vez, se dividen en normas matriciales y textuales. Las normas matriciales regulan la existencia, ubicación y segmentación del material en el idioma meta durante la traducción y determinan el grado de validez de la traducción y cómo se manejan las omisiones, adiciones y cambios de ubicación en el texto traducido; las normas textuales gobiernan la selección y formulación del material lingüístico en el texto meta, pueden ser generales, aplicables a cualquier traducción, o particulares, específicas para ciertos tipos de texto o modos de traducción.

### Leyes de traducción
Toury también dijo que la identificación de las normas en los estudios descriptivos de traducción darían paso a la formulación de “leyes” probabilísticas que pueden pasar a ser “leyes universales de traducción”. Las leyes que él propuso son:
1. Law of growing standardization (ley de traducción de estandarización creciente): se establece que dentro de la traducción, las relaciones textuales obtenidas del texto original a veces son modificadas o ignoradas con el propósito de usar opciones más enfocadas en la lengua meta (lengua a la que se va a traducir).
2. Law of interference (ley de interferencia): se considera la intervención del texto fuente en el texto meta como por defecto. La intervención se refiere a las características lingüísticas del texto fuente (principalmente el patrón léxico y sintáctico) que se copian en el texto meta, estas pueden ser negativas porque pueden crear patrones anormales en él.[12]

### Críticas al trabajo de Toury
James. S. Holmes mencionó que la naturaleza del “propósito” del texto meta y del texto fuente significa que el modelo Toury no es completamente objetivo ni replicable. Él sugirió como alternativa un “repertorio de características” que describa los elementos y cualidades que pueden presentarse en un texto traducido. Aunque se trate de un trabajo arduo y tedioso, no significa que no se pueda hacer el intento.
Theo Hermans, académico belga de los Estudios de Traducción, crítica la ambivalencia del concepto de equivalencia y la confusión inherente en los términos de adecuación y aceptabilidad, debido a su connotación evaluativa en otros contextos. Así mismo, Hermans también critica la prioridad que Toury le dio al texto meta, ya que esto pasa por alto algunos factores ideológicos y políticos del texto fuente.
Edwin Gentzler criticó las leyes de Toury, considerándolas simples reformulaciones de creencias no comprobadas de la traducción y aparentemente contradictorias. También critica la tendencia de generalizar y aplicar un enfoque semi-científico de norma o ley a un campo como la traducción.
Toury respondió a algunas de estas críticas defendiendo el término “ley”, pues en éste ya se incorpora la posibilidad de excepción. Anthony Pym intenta resolver la aparente contradicción explicando que es bastante razonable tener tendencias contradictorias en relación con las variables lingüísticas: si se aplican las condiciones sociales A, entonces podríamos esperar una mayor estandarización. Si las condiciones sociales B son evidentes, entonces puede esperarse interferencia. Por lo tanto, no necesariamente existe alguna contradicción involucrada.

## Publicaciones
Publicó tres libros y editó varios volúmenes de artículos, en inglés y en hebreo, obras de los campos de la teoría de la traducción y de la literatura comparada. Sus artículos se tradujeron a diversos idiomas. Gideon Toury tradujo aproximadamente 30 libros y varios artículos.

### Libros en inglés
- In Search of a Theory of Translation. Tel Aviv: Instituto Porter para la Poética y Semiótica, Universidad de Tel Aviv. 1980.
- Descriptive Translation Studies and Beyond. Amsterdam/Filadelfia: John Benjamins. 1995. conocido al español como “Los Estudios Descriptivos de Traducción y más allá. Metodología de la investigación en Estudios de Traducción”

### Revistas editadas
- Target, International Journal of Translation Studies. Amsterdam: John Benjamins, 1989-. (con José Lambert.)
- TRANSST: An International Newsletter of Translation Studies. 1987-. (con el apoyo de José Lambert)

### Traducciones literarias al hebreo
- Francis Scott Fitzgerald. The Great Gatsby. 1974. Obra conocida al español como El gran Gatsby.
- Arthur Miller. All My Sons. 1976. Obra conocida al español como Todos eran mis hijos.
- Ford Madox Ford. The Good Soldier. 1977. Obra conocida al español como El buen soldado.
- Clive Staples Lewis. The Magician's Nephew. 1978. Obra conocida al español El sobrino del mago.
- Clive Staples Lewis. The Voyage of the Dawn Treader. 1979. Obra conocida al español como La travesía del Viajero del Alba.
- Clive Staples Lewis. Prince Caspian. 1980. Obra conocida al español como El príncipe Caspian.
- Clive Staples Lewis. The Horse and His Boy. 1982. Obra conocida la español como El caballo y su niño.
- Christiane Felscherinow. Wir Kinder vom Bahnhof Zoo. 1982. Obra conocida al español como Los niños de la estación del Zoo.
- Clive Staples Lewis. The Silver Chair. 1983. Obra conocida al español como La silla de plata.